# Euparyphus ornatus
Euparyphus ornatus is een vliegensoort uit de familie van de Stratiomyidae. De wetenschappelijke naam van de soort is voor het eerst geldig gepubliceerd in 1885 door Williston.